# 白井健三
白井 健三（しらい けんぞう、1996年8月24日 - ）は、日本の元体操競技選手。日本体育大学の助教である。
2013年に床運動で男子史上最年少の17歳1ヶ月で世界選手権金メダルを獲得。これまでに床運動と跳馬において6個の技を主要国際大会で初めて成功させ、それらの技には「シライ」を含む名前がつけられている。

## 人物
実兄2人が体操をしていたため、自身も3歳より体操を始める。
2005年、小学校3年の時に両親が設立した鶴見ジュニア体操クラブに入り、本格的に体操競技に取り組み始める。
2011年、横浜市立寺尾中学校3年時に全日本体操競技個人種目別選手権大会に出場、床運動にて2位に食い込んで注目を集めた。
2012年、神奈川県立岸根高等学校に入学。その年に福建省莆田市（中国）で開催された第5回アジア体操競技選手権では16歳ながら日本代表に選出され、男子種目別床運動で15.225点をマークして優勝を飾った。
2013年、第67回全日本体操競技団体・種目別選手権大会 男子種目別の床運動では第一人者の内村航平や加藤凌平らが欠場する中、F難度の後方宙返り4回ひねりを決めるなど、計22.5回ものひねりを入れた構成をやってのけ、15.900点（Dスコア7.3）をマークして優勝。内村や加藤も驚くほど高いひねりの技術をこの大会で見せ、第44回アントウェルペン世界体操選手権（ベルギー）日本代表に選出された。内村は高く評価している。
10月の世界体操選手権の種目別予選では、床運動で新技「後方伸身宙返り4回ひねり」と「前方伸身宙返り3回ひねり」を、跳馬でも新技「伸身ユルチェンコ3回ひねり」を成功させ、国際体操連盟よりそれぞれ「シライ」「シライ2」「シライ/キムヒフン」と命名された。10月5日に行われた種目別の床運動決勝では16.000点をマークし、金メダルを獲得した。この驚異的な成績から国内では「ひねり王子」、海外では"Mister Twist"と賞賛され、一躍注目を集めた。
当初は大会期間中に「シライ」「シライ/キム・ヒフン」については命名が決定していたが、大会後の2013年10月25日に世界選手権大会で披露した「前方伸身宙返り3回ひねり」（F難度）について国際体操連盟の審議により「主要国際大会で初めて成功したと認められる」と判定し、この技を「シライII（ツー）」とすることが決まった。後に、「シライ」は「シライ/グエン」に名称が変更された。
2014年9月4日、男子史上最年少の17歳1ヶ月での世界選手権金メダル獲得と、床運動で初めて「後方伸身宙返り4回ひねり」（シライ/グエン）を成功させたことに対してギネス世界記録に認定されたことが発表された。
2015年より日本体育大学に進学した。2015年世界体操競技選手権では37年ぶりの団体優勝に貢献し、種目別ゆかでは金メダルを得た。
2015年12月の豊田国際体操競技大会において「後方伸身2回宙返り3回ひねり」（最高のH難度）を成功させ、翌年2月13日に国際体操連盟（FIG）より「シライ3」と命名された。
2016年リオデジャネイロオリンピックでオリンピック初出場を果たす。団体総合の決勝で跳馬と床運動で演技し、金メダルを獲得。種目別決勝には床運動と跳馬に出場。床運動では金メダルも期待されていたが着地の失敗や細かなミスなどを連発してしまい、同種目4位に終わった。そして、跳馬においてはリオデジャネイロオリンピックのためにおいていた新技「シライ2」を1本目で見事に成功させ、銅メダルを獲得した。同種目のメダル獲得は1984年ロサンゼルスオリンピックで銀メダルを獲得した森末慎二と具志堅幸司以来32年ぶりの快挙となった。11月、紫綬褒章を受章。
2017年世界体操競技選手権では床運動と跳馬で金メダルを獲得したほか、個人総合にも出場。けがで出場できなかった内村が見守る中、銅メダルを獲得した。
2021年6月16日に現役引退を表明した。

### 現役引退後
2022年3月12日に行われたKOHEI UCHIMURA THE FINALで一日限りの現役復帰を果たし、床で「シライ3」、「シライ2」、「シライ/ニュエン」、跳馬では「シライ/キムヒフン」と、自身の名が入った4つの大技を成功させた。

## シライの名を冠した技

### ゆか
シライ/グエン（シライ/ニュエン）
後方宙返り4回ひねり。F難度。2013年の世界体操選手権のゆかで初めて成功。
シライ2
前方宙返り3回ひねり。F難度。2013年の世界体操選手権のゆかで初めて成功。
シライ3
後方伸身2回宙返り3回ひねり。H難度。2015年12月の豊田国際体操競技大会で初めて成功。

### 跳馬
シライ/キム・ヒフン
伸身ユルチェンコとび3回ひねり。2013年の世界体操選手権の跳馬で初めて成功。
シライ2
伸身ユルチェンコとび3回半ひねり。2016年8月のリオデジャネイロ五輪種目別（跳馬）の決勝で初めて成功。
シライ3
シェルボ2回ひねり。2017年2月の種目別ワールドカップ（W杯）メルボルン大会で初めて成功。

## メディア出演

### CM
- 日本生命保険 東京2020ゴールドパートナー（2015年）
- 三井住友銀行 ひとりひとりが日本代表・東京2020（2016年）
- 日本航空 FLY to 2020（2016年）
- テーブルマーク（2016年）
- ハウス食品（2018年）
- 日本コカ・コーラ アクエリアス（2018年）

※ZIP【2021年】